# Napad kemijskim oružjem na Gutu 2013.
Napad kemijskim oružjem na Gutu dogodio se 21. kolovoza 2013., tijekom građanskog rata u Siriji. Tog dana, s kemijskim oružjem su napadnuta područja Gute, okolica Damaska, koja se nalaze ili pod kontrolom sirijskih pobunjenika ili se u njima vode borbe, pri čemu je poginulo 355, a ranjeno oko 3.600 osoba. Jedini dokaz bile su video snimke na kojima doktori pregledavaju pacijente koji nemaju vanjskih ozljeda, ali ukazuju na učinke bolesti izazvane nervnim plinom. Ipak, neki su izrazili sumnju u taj video: stručnjaci za kemijska oružja, dr. Jean Pascal Zanders i Paula Vanninen su uočili da doktori koji su pregledavali pacijente nisu imali zaštitna odijela i respiratore, niti da su sami ukazivali na simptome prilikom kontakta sa žrtvama, niti da su pacijenti imali iritacije očiju ili usta prilikom kontakta s kemijskim oružjem. Sirijska vlada je odmah demantirala izvođenje napada jer su i njeni vojnici bili u tom području (vojnici Hezbolaha su također pogođeni u napadu), kao i da nikada ne bi napala vlastite građane, dok je Moskva optužila pobunjenike da su sami sebe napali kako bi nagnali Zapad na intervenciju. Pobunjenici su pak optužili sirijsku vladu za napad.
Američki predsjednik Barack Obama je osudio napad i krivnju svalio na Bašar al-Asada. Američka mornarica je idućih dana poslala pojačanje u istočni dio Sredozemlja: jedan razarač je upotpunio američke snage prisutne u ovom području, uz još tri razarača koji su opremljena raketama. Obama i britanski premijer David Cameron su izjavili kako bi napad kemijskim oružjem "opravdao vojnu intervenciju protiv sirijske vlade".
Do napada je došlo 3 dana nakon što su istražitelji UN-a došli u Siriju kako bi istražili ranije kemijske napade. Prilikom inspekcije masakra u Siriji, vozilo Istražnog tima UN-a našlo se 26. kolovoza pod napadom snajpera na području pod kontrolom pobunjenika. Iako su istražitelji tek utvrđivali činjenice i dokaze, Američki potpredsjednik Joe Biden je i prije njihovog zaključka već 28. kolovoza rekao kako "nema sumnje da je sirijska vlada odgovorna za napad." Carla del Ponte je još u svibnju 2013. za švicarsku televiziju izjavila kako "postoji snažna i konkretna sumnja, ali još uvijek bez nespornog dokaza" da su pobunjenici zapravo koristili nervni plin, a ne sirijska vlada.
Mark Mardell je komentirao kako bi vojnom intervencijom Obama ponovio istu grešku kao i njegov prethodnik, George W. Bush s ratom u Iraku 2003., kada je pokrenuta invazija uz izgovor za navodna oružja za masovno uništenje u rukama Sadama Huseina, za koje se kasnije ispostavilo da vjerojatno nikada nisu ni postojala. 16. rujna 2013., izvještaj UN-a je potvrdio da je upotrijebljen otrovni sarin u napadu, ali nije mogao sa sigurnošću utvrditi tko je počinitelj zločina.

## Vanjske poveznice
- Izvanredna sjednica UN-a zbog kemijskog napada u Siriji Guardian (engl.)
- Sirijski ministar vanjskih poslova niječe upotrebu kemijskog oružja BBC News (engl.)
- Video snimka incidenta BBC News (engl.)